# 道明镇
道明镇，是中华人民共和国四川省成都市崇州市下辖的一个乡镇级行政单位。2019年12月，撤销济协乡、锦江乡，将原济协乡和原锦江乡所属行政区域划归道明镇管辖，道明镇人民政府驻白塔湖大道130号。

## 行政区划
道明镇下辖以下地区：
白塔路社区、东岳社区、龙黄村、顺交村、双杨村、升平村、永乐村、天水村、四河村、斜阳村、红旗村和三龙村。

## 特产
道明竹编：中国地理标志产品。